# Тифина
Тифина (рус. Тифина) река је у Тверској области на северозападу европског дела Руске Федерације. Протиче преко територија Бежецког, Максатишког, Лихослављанског и Спировског рејона. Десна је притока реле Волчине и део сливног подручја реке Волге и Каспијског језера. 
Извире у мочварном подручју код села Данилково на надморској висини од 171 метра. Дужина водотока је 128 km, а површина сливног подручја око 1.180 km². Просечан проток на годишњем нивоу је 7,8 m³/s. Обале су јој доста ниске и замочварене, а под ледом је од друге половине новембра до почетка априла. 
У горњем делу тока локално је позната и под називом Тихвинка (рус. Тихвинка).
Најважније притоке су Гнилуха, Сињка, Судомља и Светча.